# CA Atenas de San Carlos
A Club Atlético Atenas de San Carlos, röviden Atenas, egy uruguayi labdarúgócsapat, melyet Maldonado megyében, San Carlos városában alapítottak.

## Játékoskeret
2014. szeptember 25-től
| #  |     | Poszt | Név                |
| -- | --- | ----- | ------------------ |
| 1  | URU | K     | Mario San Martín   |
| 2  | BRA | V     | Alexandre Caxambu  |
| 3  | BRA | V     | Gerson             |
| 4  | URU | V     | Agustín Morello    |
| 5  | URU | KP    | Michel Acosta      |
| 6  | URU | KP    | Sergio Suffo       |
| 7  | URU | KP    | Simón Vanderhoeght |
| 8  | URU | KP    | Sebastián Suárez   |
| 9  | URU | CS    | Santiago Barboza   |
| 10 | URU | CS    | Leandro Sosa       |
| 11 | BRA | CS    | Douglas            |
| 12 | URU | K     | Josè Hernández     |

| #  |     | Poszt | Név                 |
| -- | --- | ----- | ------------------- |
| 13 | URU | V     | Emiliano Bernales   |
| 14 | URU | KP    | Gabriel Alcoba      |
| 15 | URU | KP    | Guillermo Trinidad  |
| 16 | URU | V     | Jonathan Ruíz Díaz  |
| 17 | ARG | V     | Bruno Caballero     |
| 18 | ARG | V     | Franco Bano         |
| 19 | PAR | CS    | César Espínola      |
| 20 | URU | CS    | Claudio Castellanos |
| 22 | URU | KP    | Hernán Petrick      |
| 28 | URU | K     | Óscar Castro        |
| 30 | URU | V     | Rodrigo García      |

## Fordítás
- Ez a szócikk részben vagy egészben  az   Atenas de San Carlos című angol Wikipédia-szócikk fordításán alapul.  Az eredeti cikk szerkesztőit annak laptörténete sorolja fel. Ez a jelzés csupán a megfogalmazás eredetét és a szerzői jogokat jelzi, nem szolgál a cikkben szereplő információk forrásmegjelöléseként.